# 박남서
박남서(朴南緖, 1956년 9월 24일~)는 대한민국의 정치인이다. 제9대 경상북도 영주시장(2022. 7.~2025. 3.)이다.

## 학력
- 영주국민학교 졸업
- 영주중학교 졸업
- 마포고등학교 졸업
- 상주대학교 산림자원학 학사
- 건국대학교 산림조성학 석사

## 경력
- 대구일보 자문위원
- 민주평화통일자문회의 자문위원
- 석란봉사회 회장
- 반남박씨 영주청년회장
- 대구경북 콘크리트조합 이사
- 영주시 부동산평가 위원
- 영주중학교 총동창회장 부회장
- 영주산업사 대표
- 영주청년회의소 회장
- 2003.04~2006.06: 제4대 영주시의회 의원
- 2006.07~2010.06: 제5대 영주시의회 의원
  - 2008.07~2010.06: 제5대 영주시의회 후반기 부의장
- 2010.07~2014.05: 제6대 영주시의회 의원
  - 2012.07~2014.05: 제6대 영주시의회 후반기 의장
- 박근혜 새누리당 대통령후보 중앙선거대책위원회 정책본부
- 자유한국당 중앙위원회 농축산분과 수석부위원장
- 국민의힘 영주시 당원협의회 수석부위원장
- 국민의힘 윤석열후보 선거대책위원회 영주시 조직본부장
- 2022.07~2025.03: 제20대 민선 8기 경상북도 영주시장

## 전과
- 폐기물관리법위반: 벌금 2,000,000원 - 2004년 5월 24일 선고[1]

## 역대 선거 결과
|  | 60.10% |

|  | 18.19% |

|  | 26.54% |

|  | 45.26% |

|  | 52.21% |